# بيير ماركوليني

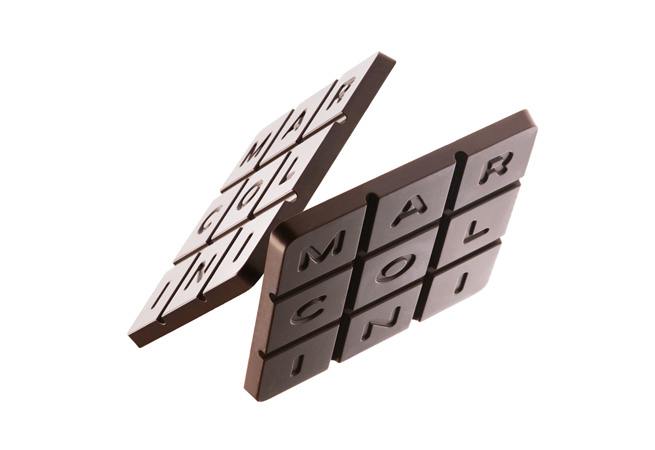
أحد منتجات بيير ماركوليني

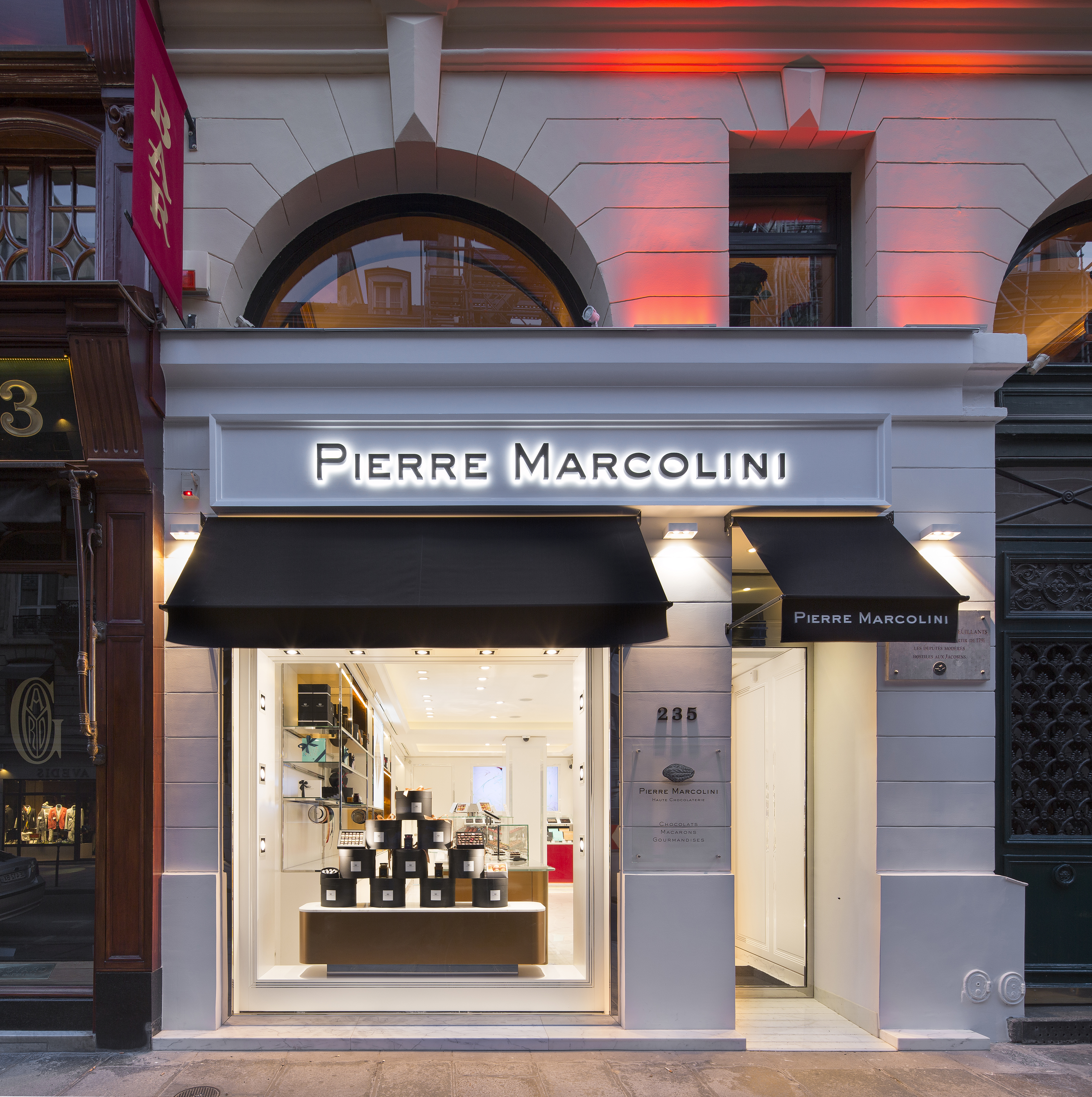
واجهة متجر بيير ماركوليني في سانت أونوريه، باريس، فرنسا

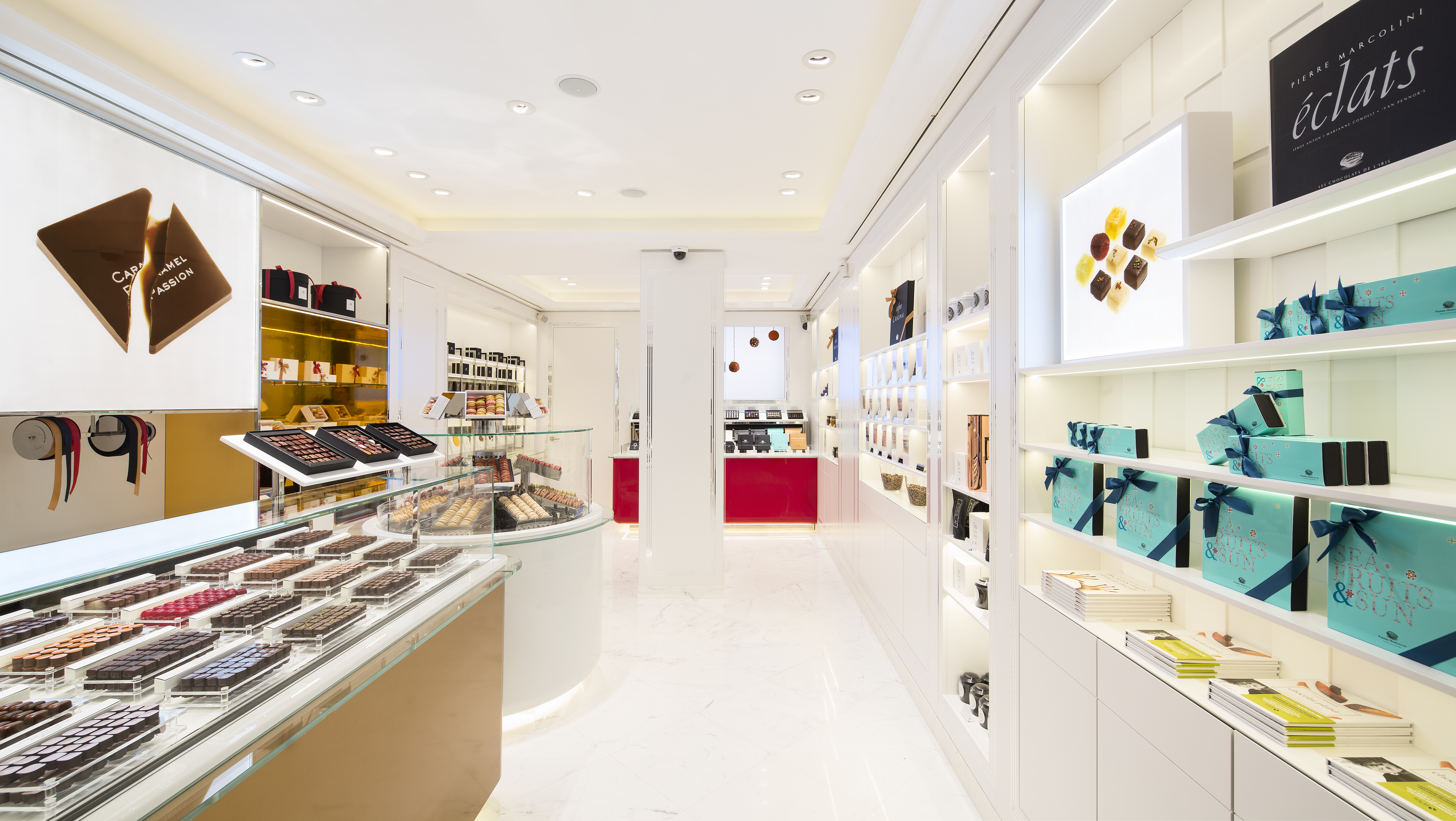
التصميم الداخلي لمتجر بيير ماركوليني في سانت أونوريه، باريس، فرنسا

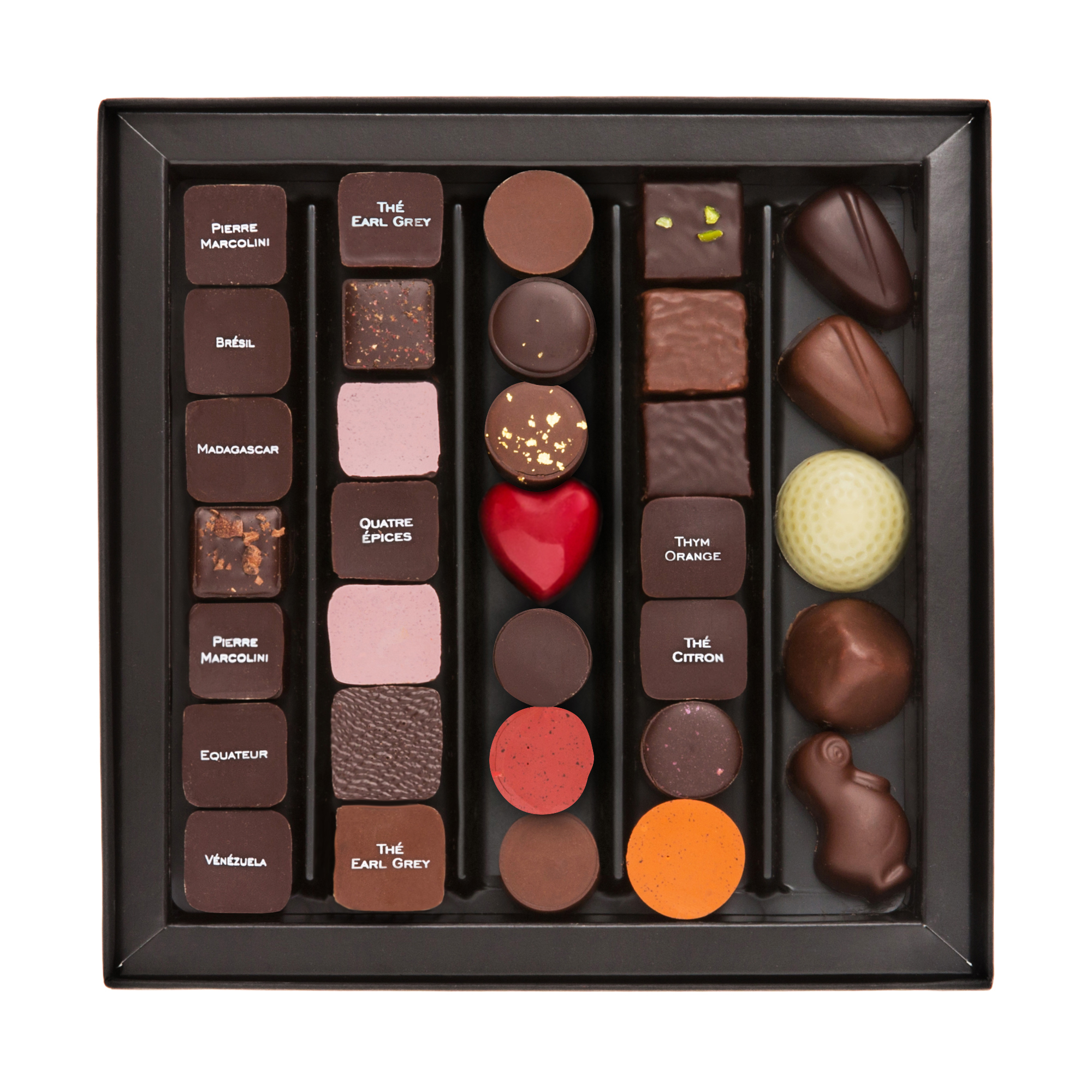
صندوق الشوكولاتة من ماركوليني

بيير ماركوليني (بالإنجليزية: Pierre Marcolini)‏ (مواليد 12 يوليو 1964) هو صانع شوكولاتة بلجيكي ولد في شارلروا عام 1964.

## سيرة شخصية

### شباب
ولد بيير ماركوليني في شارلروا في 12 يوليو 1964. أجداده لأمه من فيرونا، إيطاليا.
درس في مركز البحوث والدراسات للصناعات وإنفوبيي في أوكيل، بلجيكا.

### الحياة المهنية
بعد أن تأهل كطاهٍ، عمل في عدة مجالات في بلجيكا وفرنسا، بما في ذلك العمل في مؤسسات مرموقة مثل ويتامر وأوغست فوشون.
في عام 1995، فاز ببطل العالم لشيف المعجنات في ليون وافتتح أول متجر له.
أثناء زيارته لمصنع الشوكولاتة لموريس بيرناتشون، ألهمته الأساليب الحرفية لليونسي، ومن الآن فصاعدًا اعتبره أحد معلميه، جنبًا إلى جنب مع صانع الحلويات غاستون لينوتر.
في عام 2007، استحوذت شركة نستله على 6٪ من الشركة. ثم ابتكر ماركوليني نكهة الشوكولاتة لشركة نسبرسو التابعة لشركة نستله، ومن ثم زادت نستله حصتها إلى 29٪. انتهت الشراكة في ديسمبر 2011 عندما اشترى ماركوليني ومساهمون آخرون حصة نستله. في العام التالي، جمع ماركوليني رأس مال إضافي من مجموعة الاستثمار أن إي أو كابيتال.
من عام 2012، وظفت الشركة 350 موظف، ومن عام 2015، تمتلك 30 متجرًا، وعلى الأخص في لندن وطوكيو وباريس وبروكسل.
الشركة لديها منشأة تصنيع في سابلون، أحد أكثر أجزاء بروكسل رفاهية. ماركوليني يتحكم في إنتاج « دولاڤي ڤالا تابليت ». ينتج بشكل حرفي شوكولاتة كوفيرتور الخاصة به، ويجمع الموارد المطلوبة من بين المزارع في البرازيل وغينيا الاستوائية والمكسيك. في عام 2012، أنتجت الشركة 150 طنًا من الشوكولاتة. 

### التلفاز
اعتبارًا من يوليو 2013، أصبح عضوًا في لجنة تحكيم برنامج تلفزيون الواقع عن فن الطهي «من سيكون صانع الحلويات العظيم القادم؟»، بثته قناة فرانس 2.

## الجوائز
حصل ماركوليني على أول جائزة وطنية للجدارة الفنية في عام 1988. في عام 1991، حصل على لقب أفضل صانع للكيك والمثلجات البلجيكية. بالإضافة إلى كأس العالم للحلويات في عام 1995، فاز ماركوليني بكأس المعجنات الأوروبية في عام 2000. عينه مكتب السياحة في بروكسل سفير السياحة. في يناير 2015، حصل ماركوليني على اللقب الفخري (ضابط من رتبة الاستحقاق الزراعي).